# Mède
Der Mède ist ein Fluss in Frankreich, der im Département Vaucluse in der Region Provence-Alpes-Côte d’Azur verläuft. Er verbirgt sich hinter einer Mehrzahl wechselnder Bezeichnungen und entspringt zunächst unter dem Namen Vallon des Paillasses an der Südflanke des Mont Ventoux, im Gemeindegebiet von Bédoin, entwässert generell in südwestlicher Richtung durch den Regionalen Naturpark Mont-Ventoux, nimmt in seinem Mittellauf den Namen Mède an und mündet nach insgesamt rund 35 Kilometern unter dem Namen Grande Levade im Gemeindegebiet von Bédarrides als rechter Nebenfluss in die Sorgue.

## Orte am Fluss
(Reihenfolge in Fließrichtung)
- Bédoin
- Saint-Pierre-de-Vassols
- Modène
- Aubignan
- Loriol-du-Comtat